# Centroglossa macroceras
Centroglossa macroceras es una especie de orquídea epifita originaria de Brasil.

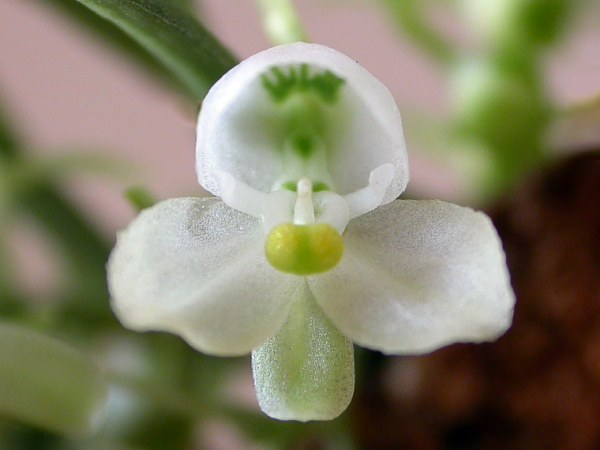
Detalle de la flor

## Descripción
Es una orquídea de tamaño pequeño que prefiere el clima fresco. Tiene hábitos de epífita con pseudobulbos ovoide-oblongas, ligeramente comprimidos, sulcados que se convierten en lisos con la edad y que llevan una sola hoja apical, erecta, coriácea , lanceolada, en forma de canoa que se atenúa abajo en el pseudo peciolo. Florece en una corta inflorescencia con de 2 a 3 flores.

## Distribución y hábitat
Se encuentra en la Serra do Mar en el estado de Sao Paulo en Brasil.   

## Taxonomía
Centroglossa macroceras fue descrita por João Barbosa Rodrigues   y publicado en Genera et Species Orchidearum Novarum 2: 235. 1881.
Etimología
Centroglossa: nombre genérico que proviene del griego kentron, = centro o espolón, y glossa = lengua, refiriéndose a  los labios de sus flores.
macroceras: epíteto latíno que significa "con gran cuerno".
Sinonimia
- Centroglossa glaziovii Cogn.
- Centroglossa greeniana var. aurea Cogn.[1][4][5]